# Isolobodon montanus
Isolobodon montanus é uma espécie de roedor da família Capromyidae. Conhecida apenas de material ósseo das ilhas de Hispaniola e La Gonave (Haiti e República Dominicana). Foi extinta por volta de 1500.